# List auf Sylt

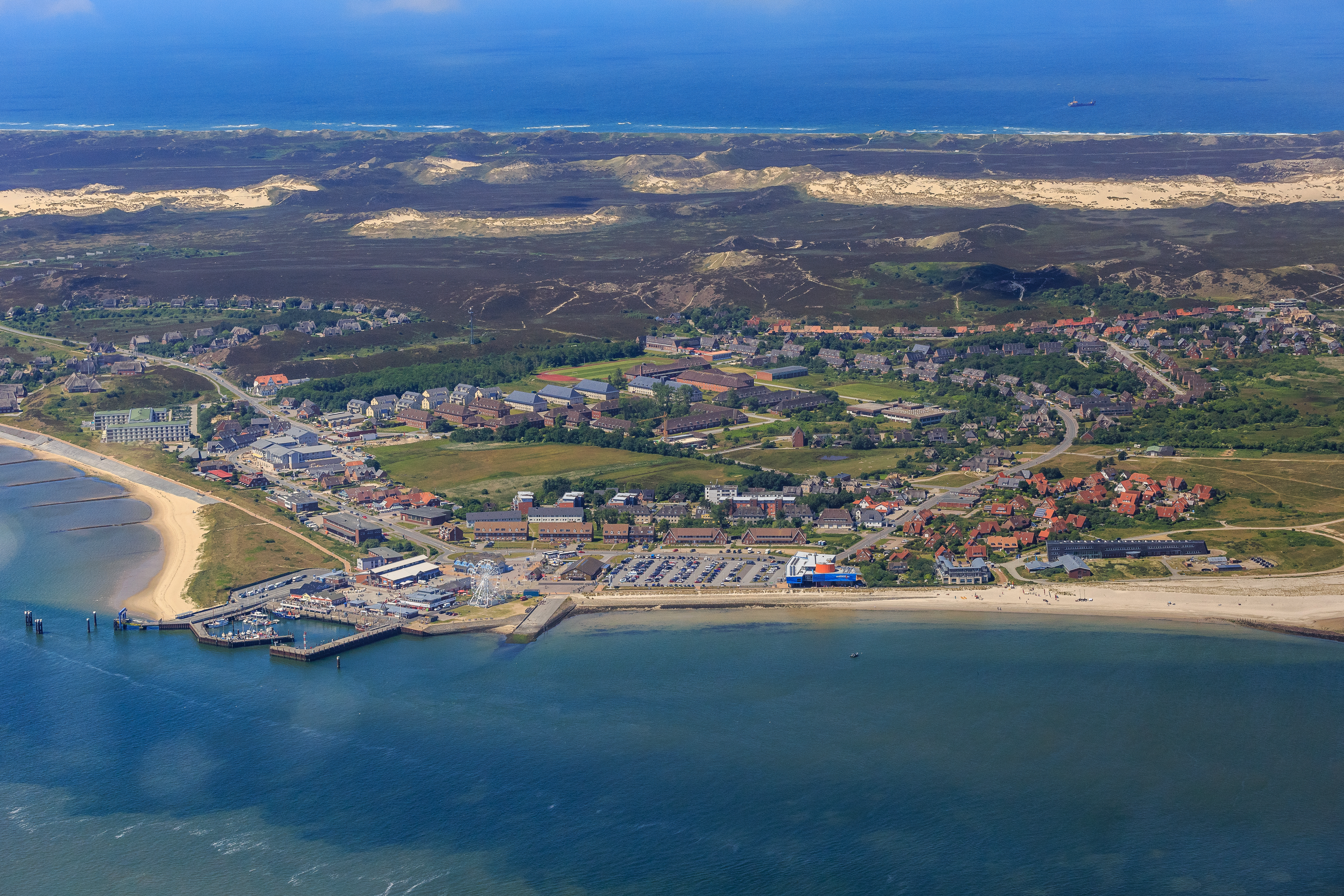
List auf Sylt

List auf Sylt (bis zum 31. Dezember 2008 List, nordfriesisch List üp Söl, dänisch List på Sild) ist eine Gemeinde im Kreis Nordfriesland in Schleswig-Holstein. Das Seebad liegt im Norden der Insel Sylt und ist die nördlichste Gemeinde Deutschlands sowie daher Mitglied im Zipfelbund. Möwenberg, Mellhörn, Süderheidetal, Westerheide und Klappholttal liegen im Gemeindegebiet.

## Geographie

### Geographische Lage
Die Gemeinde List auf Sylt bildet das nördliche Ende der nordfriesischen Insel Sylt im Nordfriesischen Wattenmeer. Als solche ist sie zugleich die nördlichste Gemeinde Deutschlands (die nördlichste deutsche Festlandgemeinde ist Rodenäs, die nördlichste Stadt ist Glücksburg). Die nördlichste Landstelle bildet dabei die Halbinsel Ellenbogen, welche die Wattenmeer-Bucht Königshafen westlich umschließt. Das Dorf befindet sich am südlichen Ufer des Königshafens.
Zugleich bildet List seit 1945 den nördlichsten Punkt des geschlossenen deutschen Sprachraums in Mitteleuropa. Das Gegenstück bildet die fast genau 1005 Kilometer weiter südlich gelegene Schweizer Gemeinde Zermatt am Matterhorn.

### Nachbargemeinden
List hat mit Kampen (Sylt) lediglich eine Nachbargemeinde, die sich südlich an das Gemeindegebiet anschließt.

### Geologie
Der Ort List ist von einer Landschaft aus Wanderdünen, Heide und Salzwiesen umgeben. Diese auch als Listland bezeichnete Landschaft befindet sich seit Jahrhunderten in Privatbesitz einer Erbengemeinschaft, die aus den beiden Stavenplätzen des Ortes hervorgegangen ist, dem Osthof und dem Westhof.
Südlich und östlich des an der Ostküste gelegenen Ortes erstreckt sich der Nationalpark Schleswig-Holsteinisches Wattenmeer mit den Resten der dänischen Hallig Jordsand. Zwischen dem Lister Hafen und der Halbinsel Ellenbogen befindet sich der Königshafen, eine Wattfläche, die zur Schutzzone I des Nationalparks gehört und nicht betreten werden darf, sowie die Vogelschutzinsel Uthörn.

## Geschichte

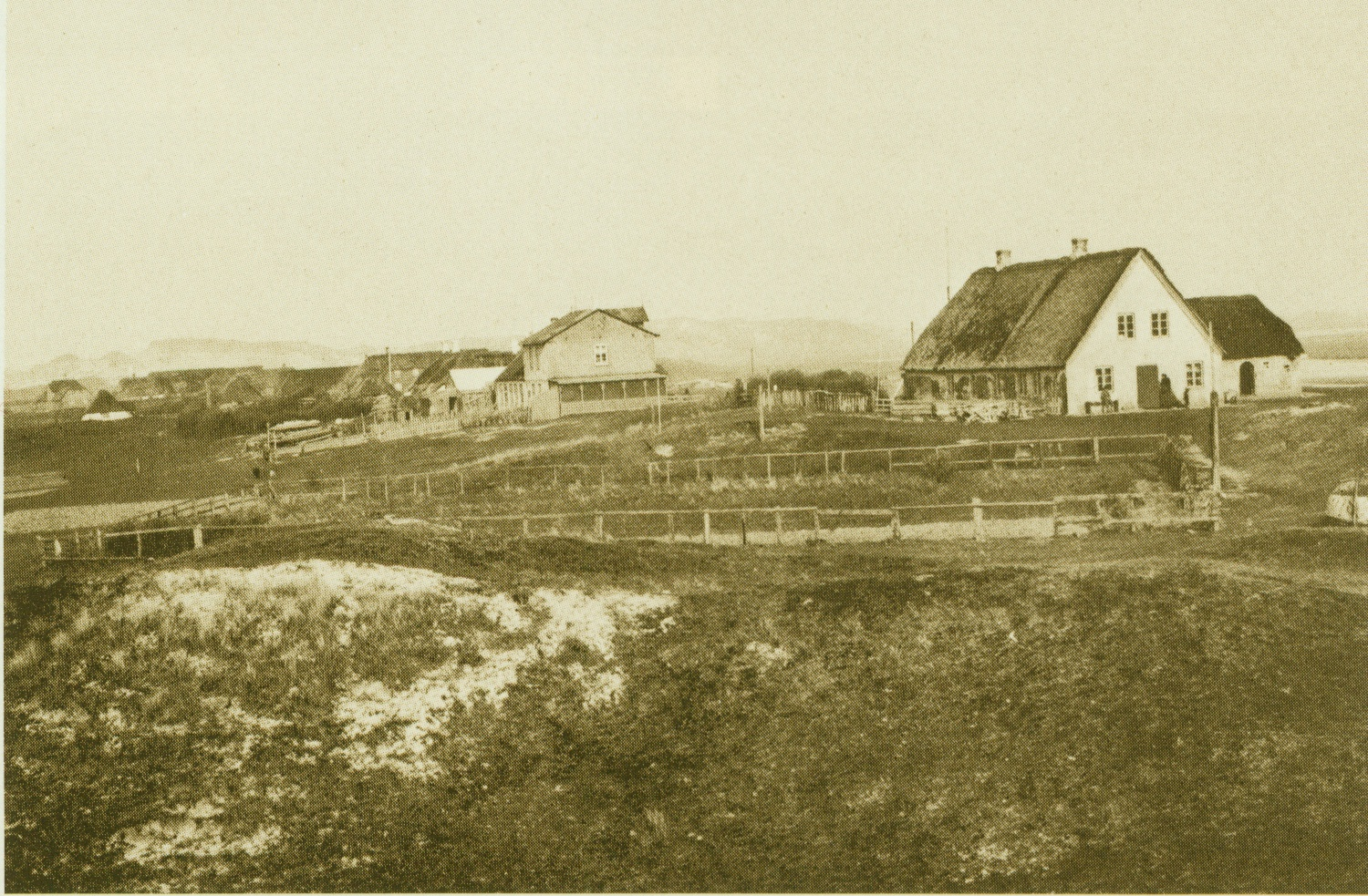
List (1894)

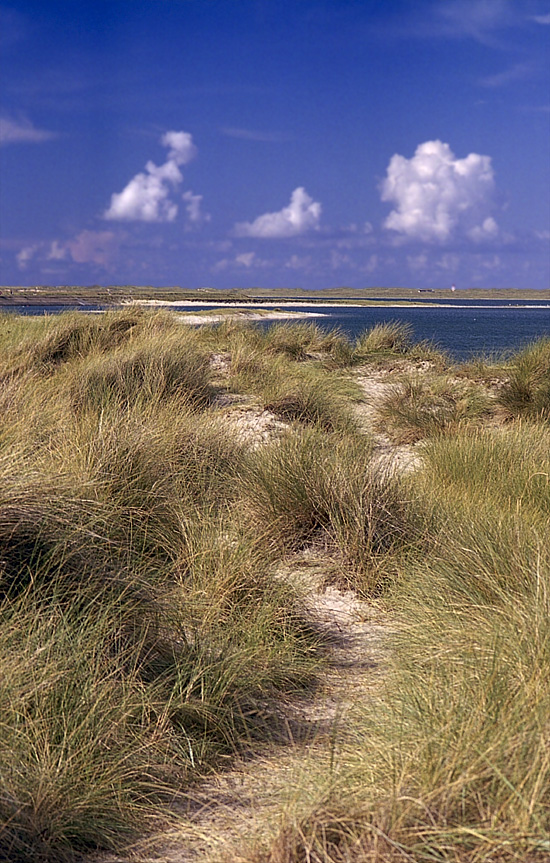
Blick vom Listland über den Königshafen zur Halbinsel Ellenbogen

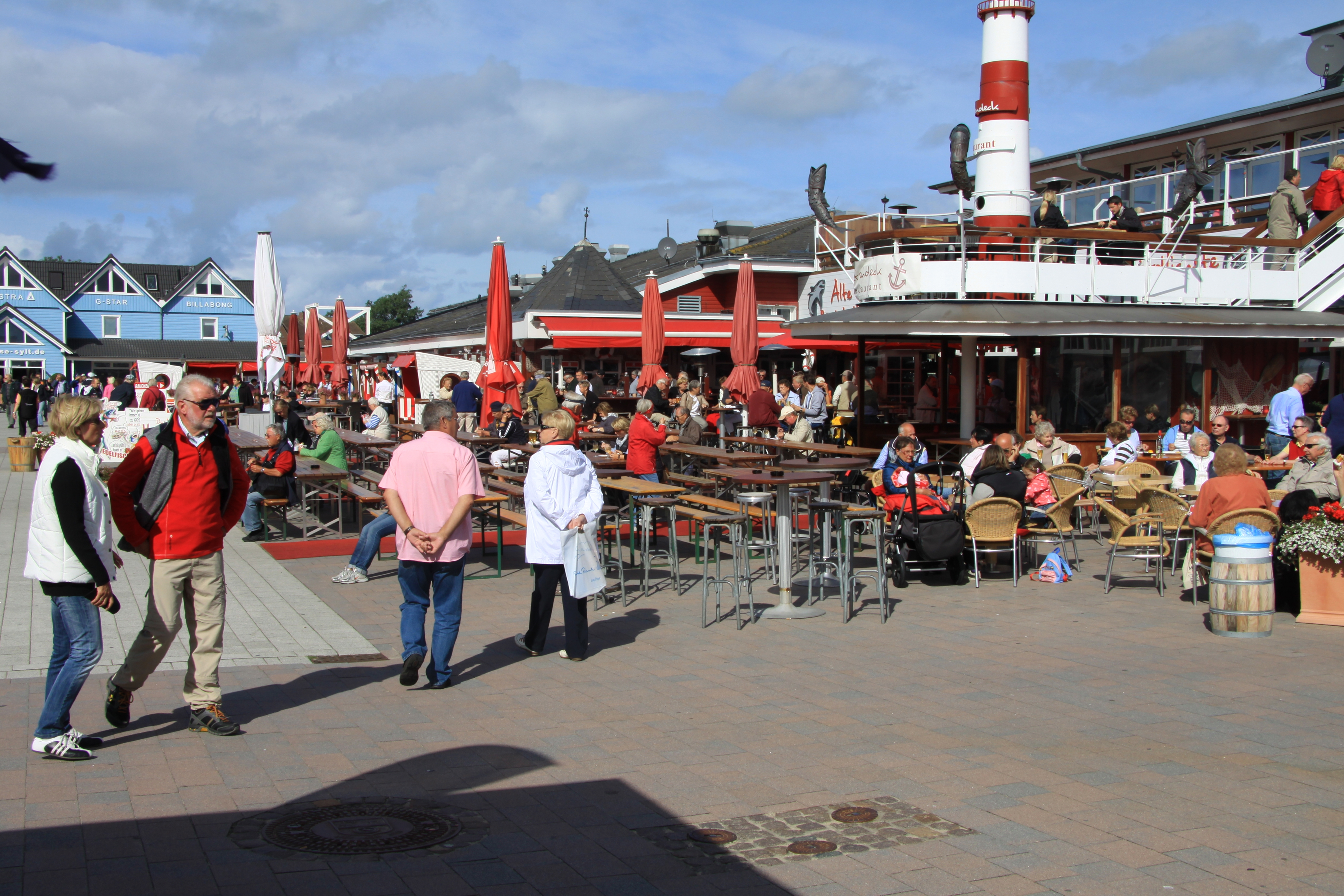
Hafengebiet mit Fischrestaurants

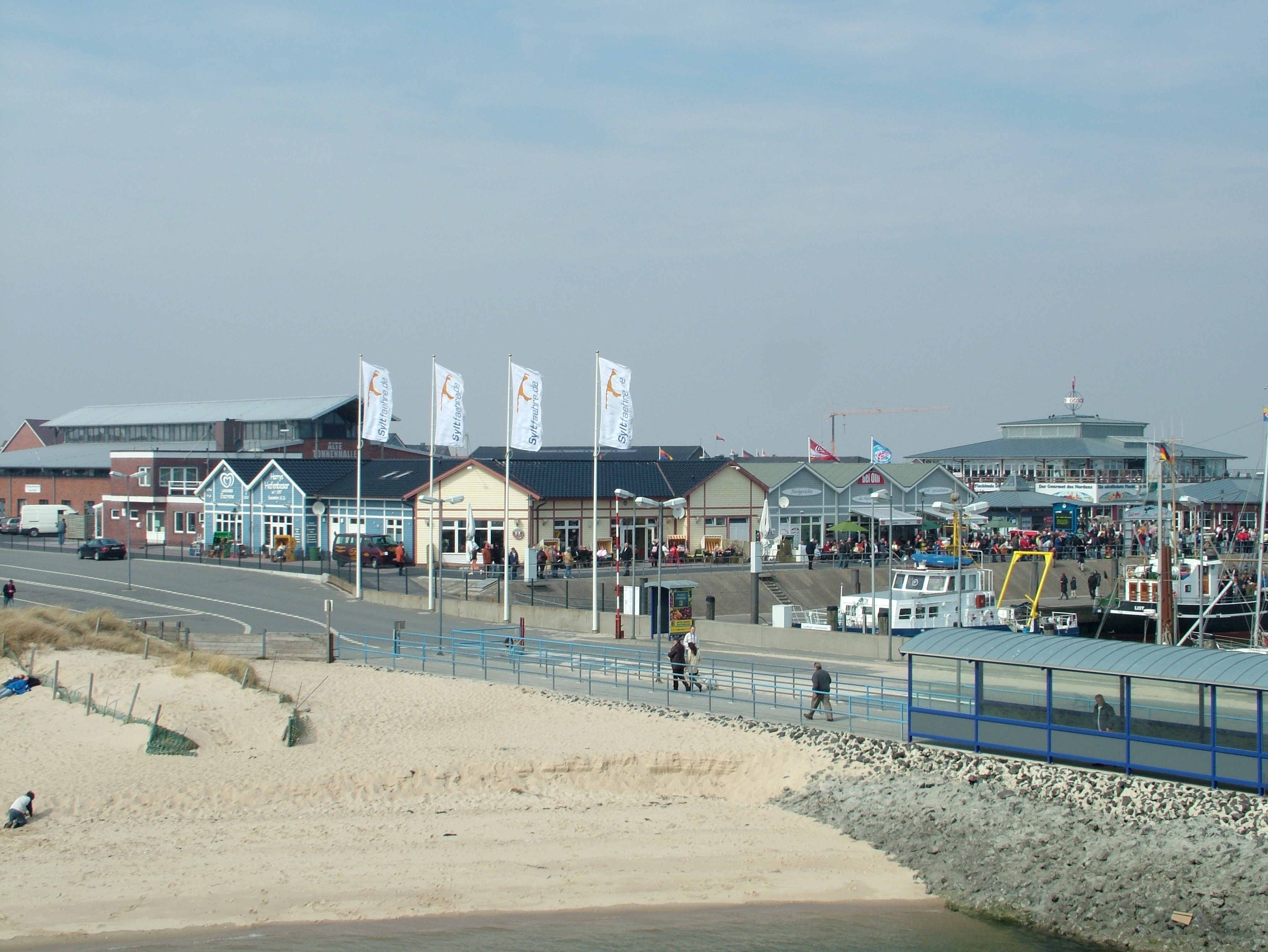
Hafen und Fähranleger für die Fähre nach Rømø

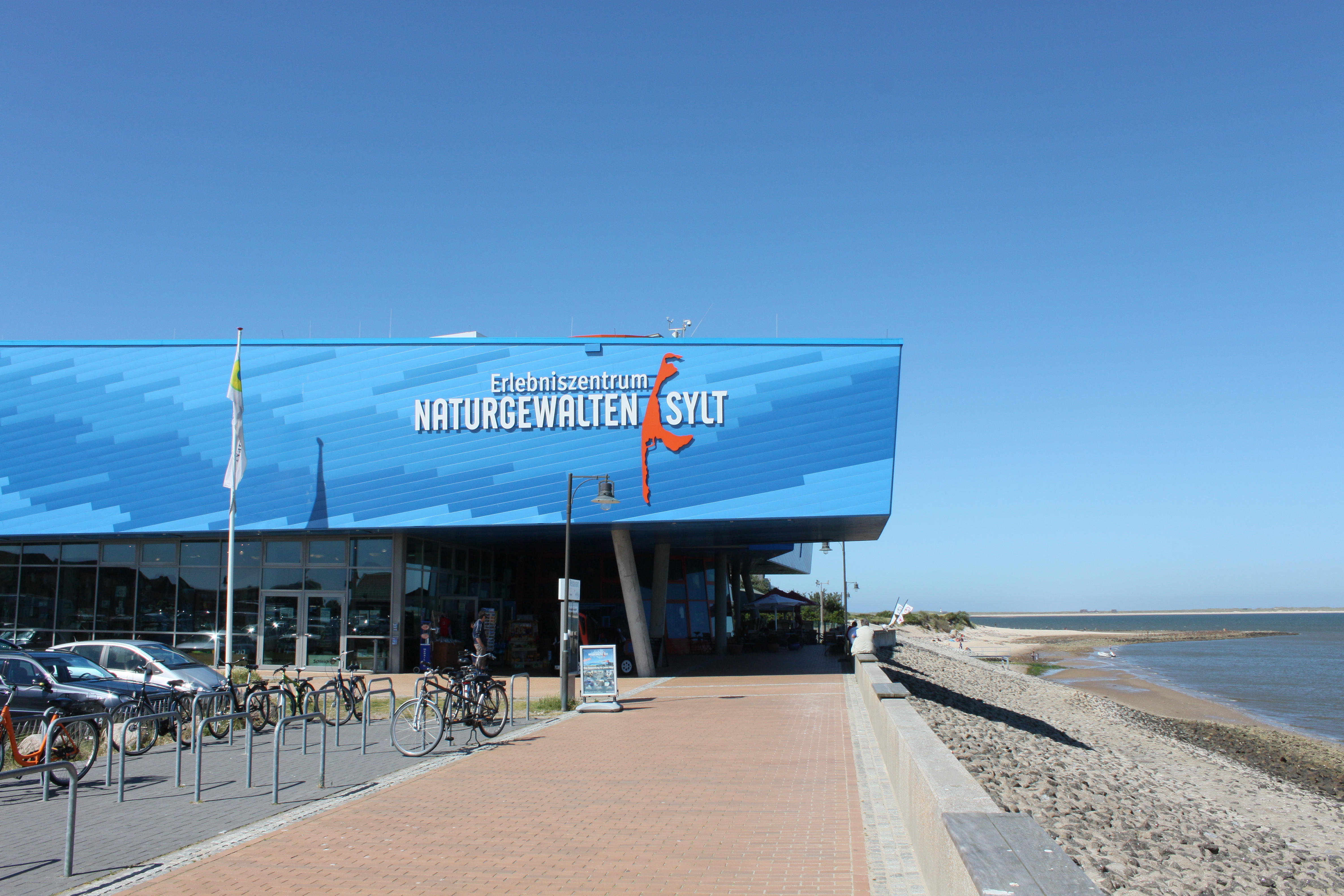
Erlebniszentrum Naturgewalten Sylt

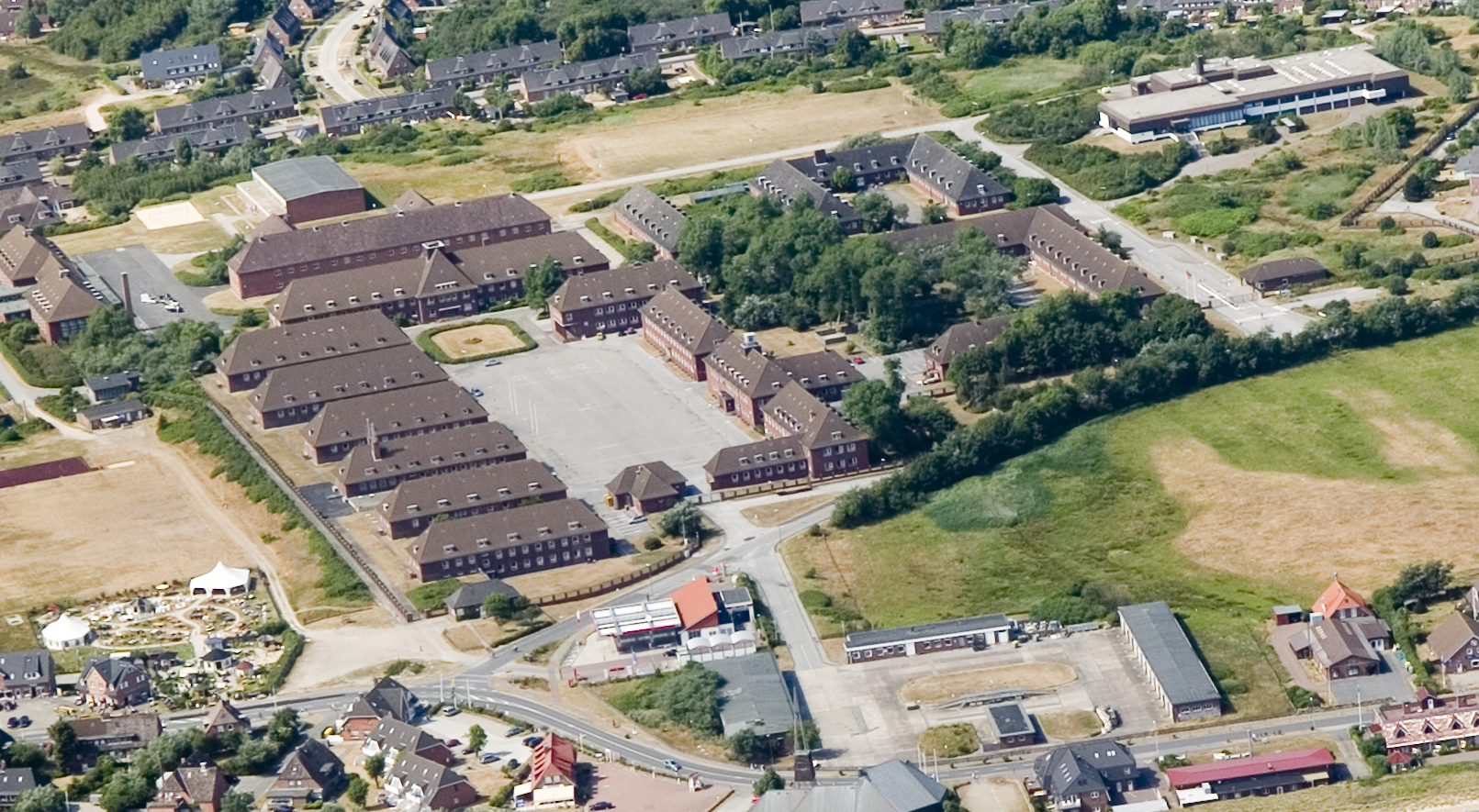
Luftbild des ehemaligen Areals der Marineversorgungsschule

Der Name List soll dem altdänischen listi (Streifen, Rand, im Sinne von Küstenstreifen) entnommen sein. Sprachlich nah verwandt sind Listed (Bornholm) sowie Lister (Norwegen und Blekinge). Von dänischen Ortsnamen gibt es auch noch den Straßennamen Brünk (dänisch brink, südjütisch brynk, = Abhang). List, eine dänische (jütische) Gründung, wurde 1292 erstmals urkundlich erwähnt, als der Ort mit seinem Vorland in den Besitz der Stadt Ripen kam. Der Ort wurde mehrmals von Sturmfluten zerstört. Wohl seit der Sturmflut von 1362 ist List kein Kirchdorf mehr. Das Listland gehörte vor 1864 nicht wie die Umgebung zum Herzogtum Schleswig, sondern zum Königreich Dänemark (den königlichen Enklaven), gemeinsam mit dem Südteil der Nachbarinsel Rømø und einem kleinen Festlandsgebiet zum Bezirk Ballum unter dem Amt Ripen. Es war seit 1661 ein Teil der Grafschaft Schackenborg. Trotz der staatsrechtlichen und administrativen Trennung vom Herzogtum Schleswig und der Landschaft Sylt gehörte List seit dem Verlust seiner eigenen Kirche zum Kirchspiel Keitum.
Im Königshafen fand im Zuge des Dreißigjährigen Krieges 1644 eine Seeschlacht zwischen schwedisch-holländischen und dänischen Schiffen statt. Auf diese Schlacht geht der Name Königshafen zurück. 1682 wurde die erste Zollstation des dänischen Königs in List auf Sylt errichtet.
Nach dem Deutsch-Dänischen Krieg 1864 kamen die Besitzungen des Königreichs Dänemark ebenso wie das übrige Schleswig zunächst unter preußische Verwaltung im Auftrag des Deutschen Bundes und nach dem Preußisch-Österreichischen Krieg 1866 zusammen mit dem Herzogtum Holstein definitiv zum Königreich Preußen. List bildete weiterhin eine eigene Gemeinde, die nun zum Kreis Tondern gehörte. Mit der Bildung der Amtsbezirke 1889 kam List zum Amtsbezirk Sylt.
Bis zum Ersten Weltkrieg bestand List lediglich aus zwei Höfen, dem Ost- und dem Westhof. Um 1900 hatte das Listland weniger als 100 Einwohner. Seit der Volksabstimmung in Schleswig 1920 ist List Grenzort.
In der Zeit zwischen den beiden Weltkriegen entstand in List ein Seefliegerhorst mit zahlreichen Bauten und Zivilunterkünften. Auch der Hafen in seiner jetzigen Form wurde damals angelegt. Von diesem Seefliegerhorst startete im Juli 1932 der Pilot Wolfgang von Gronau zu seiner spektakulären Weltumrundung im Wasserflugzeug. Während des Zweiten Weltkrieges lagen hier unter anderem Seenotstaffeln der Wehrmacht. Sein heutiges Gesicht verdankt List im Wesentlichen der Bautätigkeit in den 1930er-Jahren. Auch die heutige evangelische Kirche wurde damals als Garnisonskirche erbaut; sie war Teil des Seefliegerhorstes List und zählt zu den wenigen in der Zeit des Nationalsozialismus erbauten Garnisonskirchen.
Nach Auflösung der Amtsbezirke und Bildung der Ämter wurde List 1948 amtsfrei. Am 1. Januar 2004 hat List die Amtsfreiheit aufgegeben und sich dem Amt Landschaft Sylt angeschlossen.

## Politik

### Gemeindevertretung
- SPD: 4
- Grüne: 3
- CDU: 7

Bei der Kommunalwahl am 14. Mai 2023 wurden insgesamt 14 Sitze vergeben. Von diesen erhielt die CDU sieben Sitze, die SPD vier Sitze und die Grünen erhielten drei Sitze.

### Bürgermeister
In der Gemeindevertretersitzung vom 7. Juli 2015 wurde Ronald Benck ab dem 1. Oktober 2015 zum neuen Bürgermeister von List gewählt.
Für die Wahlperiode 2018 – 2022 wurde Ronald Benck (CDU) erneut zum Bürgermeister gewählt.

### Wappen
Das von Albert Aereboe gezeichnete Wappen wurde am 31. August 1948 vom schleswig-holsteinischen Landesminister des Innern genehmigt.
Blasonierung: „Geteilt; oben in Silber über blauen Wellen ein blauer Wal, unten in Grün ein silberner Kompass mit schwarz-weiß gestückter Umrandung, dessen Nadel auf den Kopf des Wales zeigt.“
Die Darstellung der Wellen im offiziell von der Gemeinde genutzten Wappen entspricht nicht den heraldischen Regeln, demnach kann das Wappen nur als Gebrauchsgrafik oder Logo bezeichnet werden. Der Wal steht für den historischen Walfang, der bis zum Beginn des 19. Jahrhunderts eine der wichtigsten Einnahmequellen der Bevölkerung darstellte, während der Kompass mit der in nördliche Richtung zeigenden Nadel die ehemaligen Fanggebiete bei Spitzbergen markiert. Die Schildfarben Silber und Grün beziehen sich auf den Dünenbewuchs und das Meer.

Heraldisch korrektes Wappen
Gebrauchswappen oder Logo
Hissflagge

## Religion
Die Bevölkerung in List ist vorwiegend evangelisch-lutherisch. Es bestehen zwei christliche Kirchen: zum einen die unter Denkmalschutz stehende ehemalige evangelische Garnisonskirche St. Jürgen, zum anderen der moderne Bau der katholischen Kirche St. Raphael.

## Tourismus und Sehenswürdigkeiten
Die Gemeinde List auf Sylt hat ihre touristischen Aktivitäten und Flächenbewirtschaftung im Eigenbetrieb Kurverwaltung List auf Sylt zusammengefasst.
Der Ort beherbergt die nördlichste Fischbude Deutschlands, mit der der Unternehmer Jürgen „Jünne“ Gosch seine Restaurant- und Gastronomiekette „Gosch“ begründete. Zudem ist dort mit Dittmeyers Austerncompanie die einzige Austernzucht Deutschlands ansässig, in der im Wattenmeer vor List die Sylter Royal reift. Diese Zucht hat eine lange Tradition; schon in den 1920er-Jahren wurden Lister Austern an Restaurants und Feinkostläden in ganz Deutschland versandt. An Deutschlands nördlichster Bushaltestelle, der Haltestelle „Weststrand“ am Ellenbogen, eröffnete der später auch als Schlagersänger erfolgreiche Gastwirt Bambus-Klaus 1986 die Bam Bus Bar.
Vom Lister Hafen besteht mit der Rømø-Sylt-Linie eine Fährverbindung zur dänischen Nachbarinsel Rømø. Auch werden vom Lister Hafen Ausflugsfahrten ins Wattenmeer, zu den Seehundsbänken und vor die Westküste der Insel angeboten. Der Hafen wurde in den Jahren 2002/2003 neu gestaltet, was seiner gestiegenen touristischen Bedeutung gerecht werden sollte. In diesem Hafen ist auch die Pidder Lüng, ein Seenotkreuzer der DGzRS, stationiert. Die Adler-Reederei bietet mit dem ehemaligen Kriegsfischkutter Gret Palucca Ausflugsfahrten zu den Seehundsbänken an, mit der Mya II hat ein Forschungsschiff des Alfred-Wegener-Institut für Polar- und Meeresforschung (AWI) seinen Heimathafen hier.
Westlich des Ortes erstreckt sich der Sylter Strand, ein 40 km langer Sandstrand, der zum Baden und Barfußwandern einlädt und an dem während der Sommermonate Strandkörbe gemietet werden können. Von dem an der Ostseite gelegenen Ortskern verkehren in den Sommermonaten Busse der Sylter Verkehrsgesellschaft, um die bis zu vier Kilometer entfernt liegenden Strände zu erreichen.
In List befindet sich ferner seit 1924 die Wattenmeerstation Sylt des Alfred-Wegener-Institut für Polar- und Meeresforschung (AWI), das zurzeit aufwändig erweitert wird. Zusammen mit der Gemeinde List, dem Nationalparkamt, dem NationalparkService und allen Sylter Natur- und Küstenschutzverbänden plante das AWI ein weiteres Projekt und setzte es für rund 11,5 Millionen Euro um:
Das Erlebniszentrum Naturgewalten Sylt bietet seit seiner Eröffnung am 21. Februar 2009 den Gästen und Einheimischen der Insel Sylt Informationen und Einblicke in maritime Themen wie die Nordsee-, Meeres- und Klimaforschung, den Nationalpark Schleswig-Holsteinisches Wattenmeer sowie Umwelt- und Küstenschutz.
Auf dem Ellenbogen befindet sich auch der „nördlichste Punkt Deutschlands“. Angrenzend an den südlichen Bereich des Ellenbogens liegt im Königshafen ein Surf- und Kite-Revier. Der Ellenbogen kann nur über eine mautpflichtige Straße erreicht werden, da auch dieser sich im Privatbesitz befindet.
Der Ort war seit Gründung der Bundeswehr durch die Marineversorgungsschule geprägt. Die Bundeswehr war seit dieser Zeit neben dem Tourismus einer der größten Arbeitgeber. Im Rahmen der Standortauflösungen in der Bundesrepublik Deutschland war auch der Standort List auf Sylt betroffen; Ende März 2007 verließen die letzten Soldaten und Zivilangestellten den Standort. Die Kasernen und Bundesliegenschaften im Ortskern werden neuen, zivilen Nutzungen zugeführt.
Auf dem Lister Friedhof hat u. a. der Ehrenbürger der Gemeinde Wolfgang von Gronau seine letzte Ruhestätte gefunden.
Am 21. Juli 2017 feierte die Gemeinde List auf Sylt ihr 725-jähriges Bestehen mit einem großen Hafenfest sowie einem Open-Air-Konzert von Santiano und Laser-Show mit Feuerwerk. Am gleichen Tag feierte auch die Firma Gosch ihr 50-jähriges Jubiläum.

## Rettungsstation der DGzRS
Die Deutsche Gesellschaft zur Rettung Schiffbrüchiger hat seit 1882 eine Rettungsstation in  List. Schon 1914 erhielt die Station das erste Motorrettungsboot und ab 1969 lagen und liegen im Hafen moderne Seenotrettungskreuzer der Seenotretter.

## Sport
Der Verein Sportfreunde List bietet unter anderem Laufen, Schwimmen und Faustball an. Der Verein ist Ausrichter des alljährlichen Ellenbogen-Laufes.

## Klimatabelle
|                       | Jan  | Feb  | Mär | Apr | Mai  | Jun  | Jul  | Aug  | Sep  | Okt  | Nov | Dez |   |      |
| Mittl. Tagesmax. (°C) | 2,6  | 2,6  | 4,8 | 8,9 | 14,1 | 17,2 | 18,5 | 19,1 | 16,3 | 12,4 | 7,9 | 4,5 | ⌀ | 10,8 |
| Mittl. Tagesmin. (°C) | −0,9 | −1,0 | 0,8 | 3,5 | 8,0  | 11,5 | 13,4 | 13,9 | 11,7 | 8,5  | 4,2 | 0,9 | ⌀ | 6,2  |
|                       |      |      |     |     |      |      |      |      |      |      |     |     |   |      |
| Niederschlag (mm)     | 57   | 35   | 45  | 40  | 42   | 56   | 62   | 72   | 83   | 89   | 94  | 72  | Σ | 747  |
|                       |      |      |     |     |      |      |      |      |      |      |     |     |   |      |
| Sonnenstunden (h/d)   | 1,5  | 2,4  | 3,9 | 5,8 | 7,8  | 8,0  | 7,4  | 7,4  | 4,8  | 3,2  | 1,8 | 1,4 | ⌀ | 4,6  |
|                       |      |      |     |     |      |      |      |      |      |      |     |     |   |      |
| Regentage (d)         | 12   | 8    | 10  | 9   | 8    | 9    | 11   | 11   | 13   | 13   | 16  | 13  | Σ | 133  |
|                       |      |      |     |     |      |      |      |      |      |      |     |     |   |      |
| Wassertemperatur (°C) | 4    | 3    | 4   | 6   | 10   | 13   | 16   | 17   | 15   | 13   | 9   | 6   | ⌀ | 9,7  |
|                       |      |      |     |     |      |      |      |      |      |      |     |     |   |      |
| Luftfeuchtigkeit (%)  | 90   | 88   | 86  | 81  | 77   | 76   | 78   | 77   | 79   | 84   | 86  | 88  | ⌀ | 82,5 |

| −0,9 |

| −1,0 |

| 0,8 |

| 3,5 |

| 8,0 |

| 11,5 |

| 13,4 |

| 13,9 |

| 11,7 |

| 8,5 |

| 4,2 |

| 0,9 |

| −0,9 |

| −1,0 |

| 0,8 |

| 3,5 |

| 8,0 |

| 11,5 |

| 13,4 |

| 13,9 |

| 11,7 |

| 8,5 |

| 4,2 |

| 0,9 |

## Bildergalerie

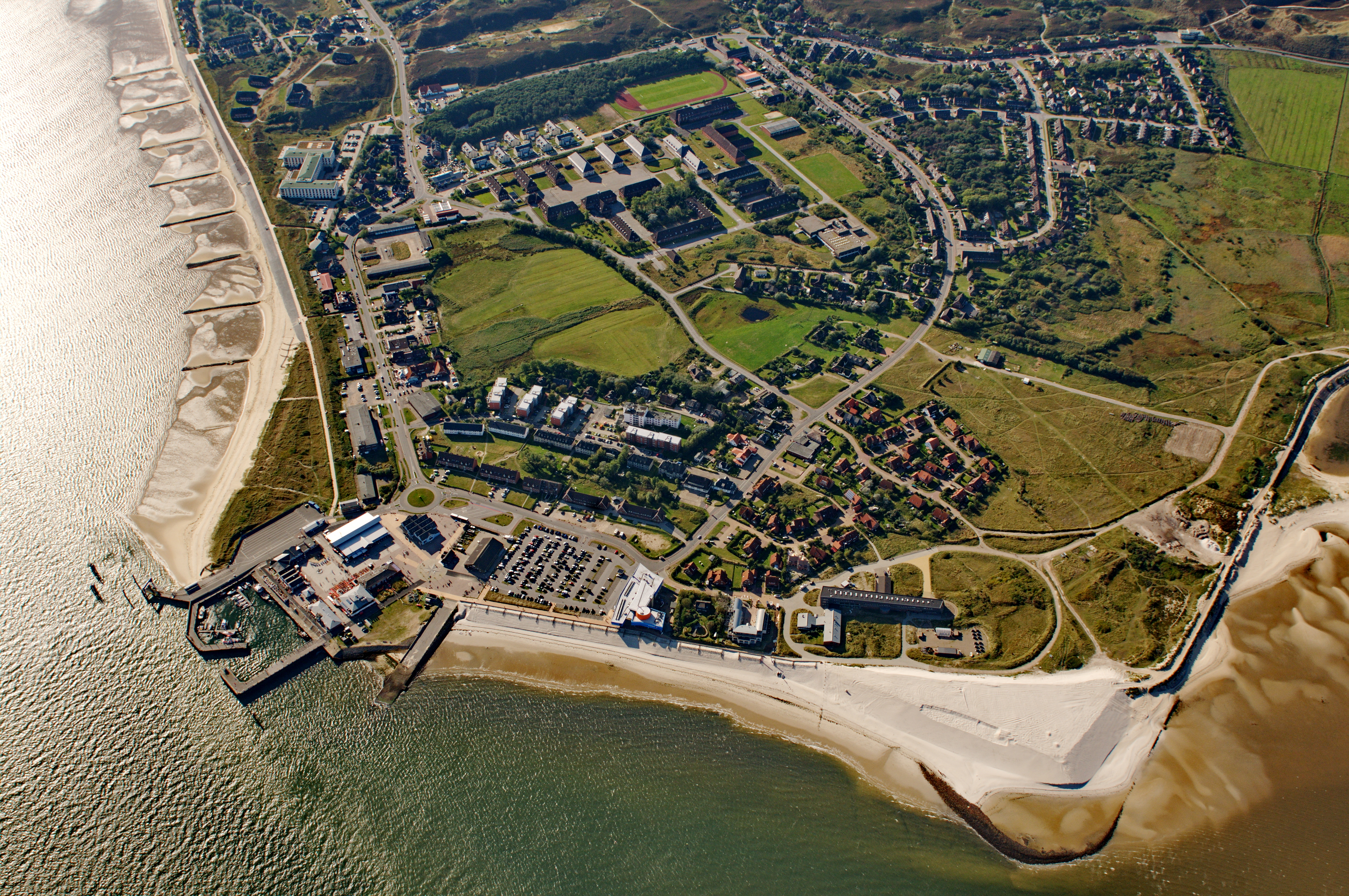
List, Luftaufnahme 2013
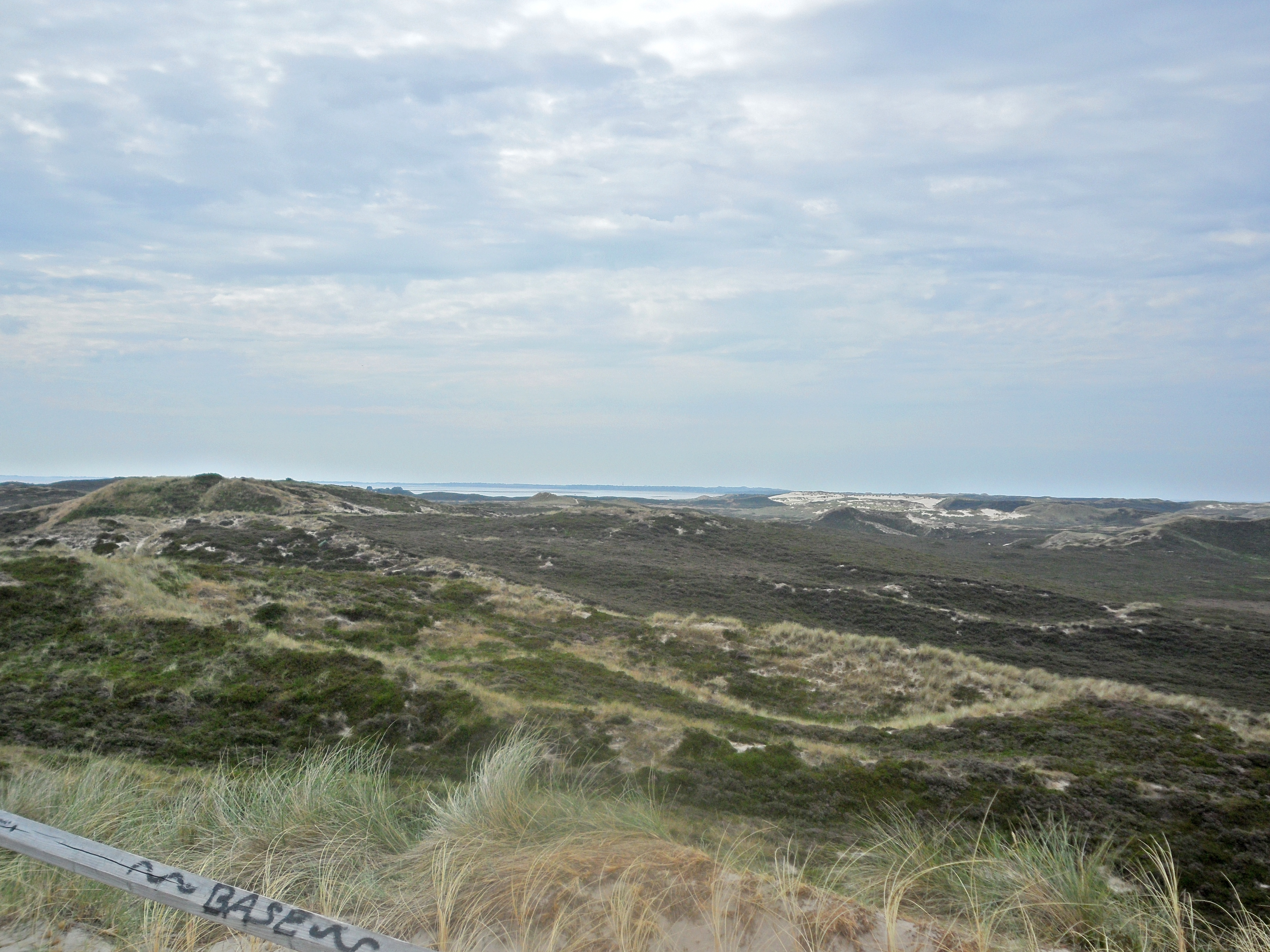
NSG Nord-Sylt
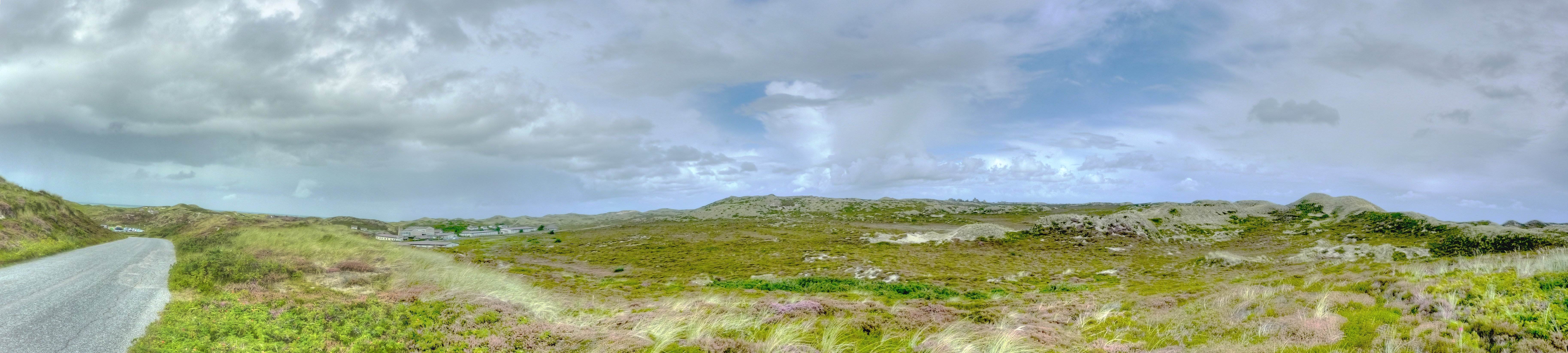
Klappholtal
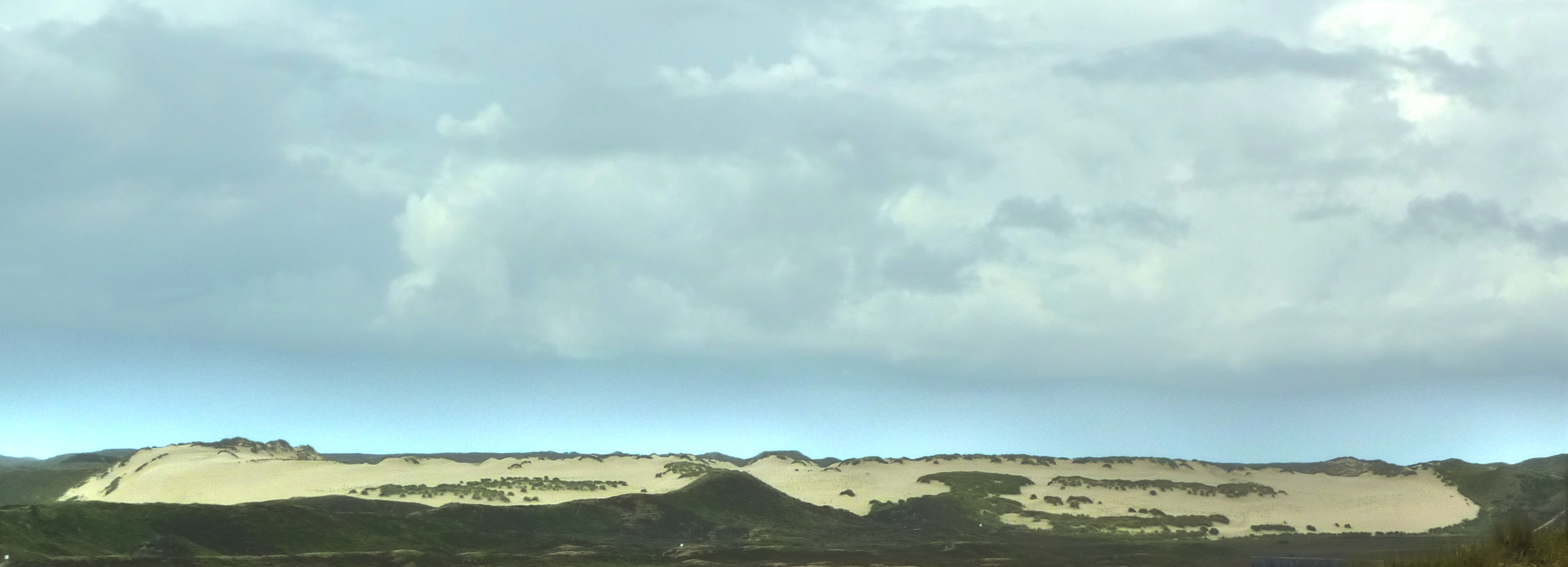
Sütterknoll
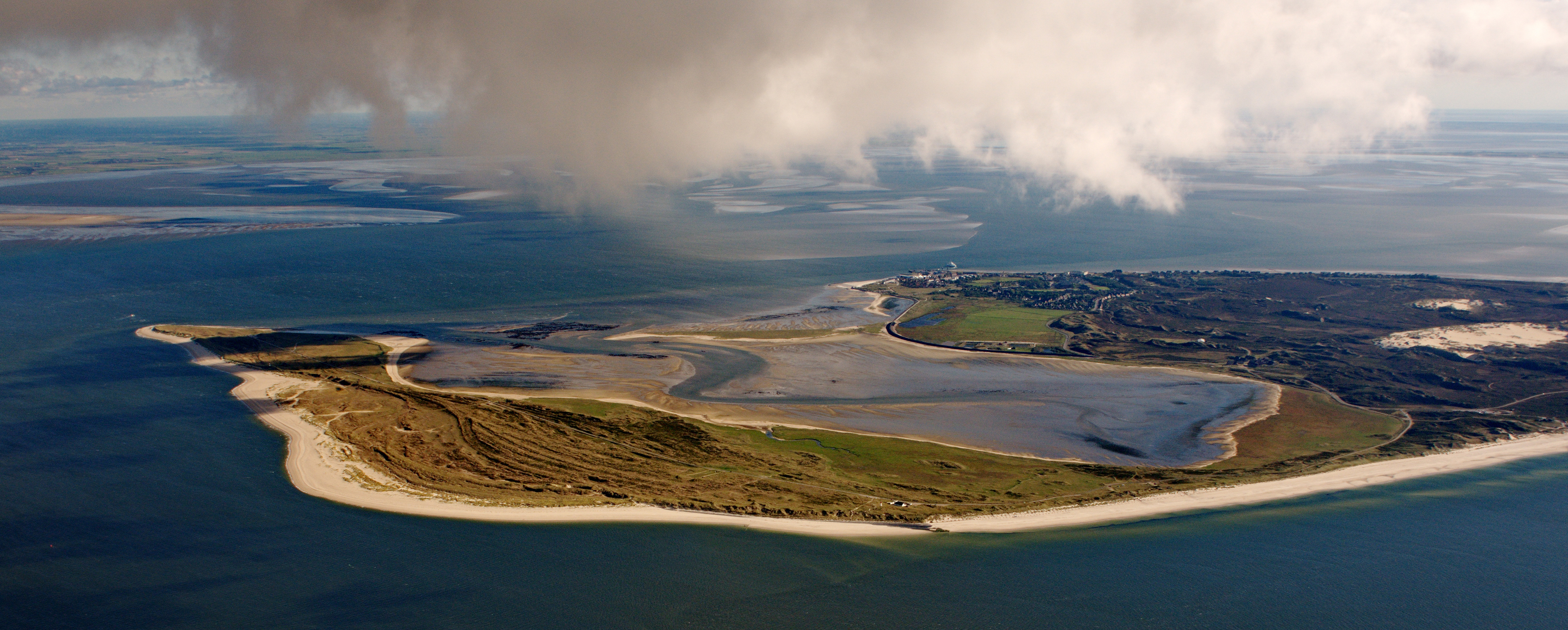
Ellenbogen, Luftaufnahme 2013
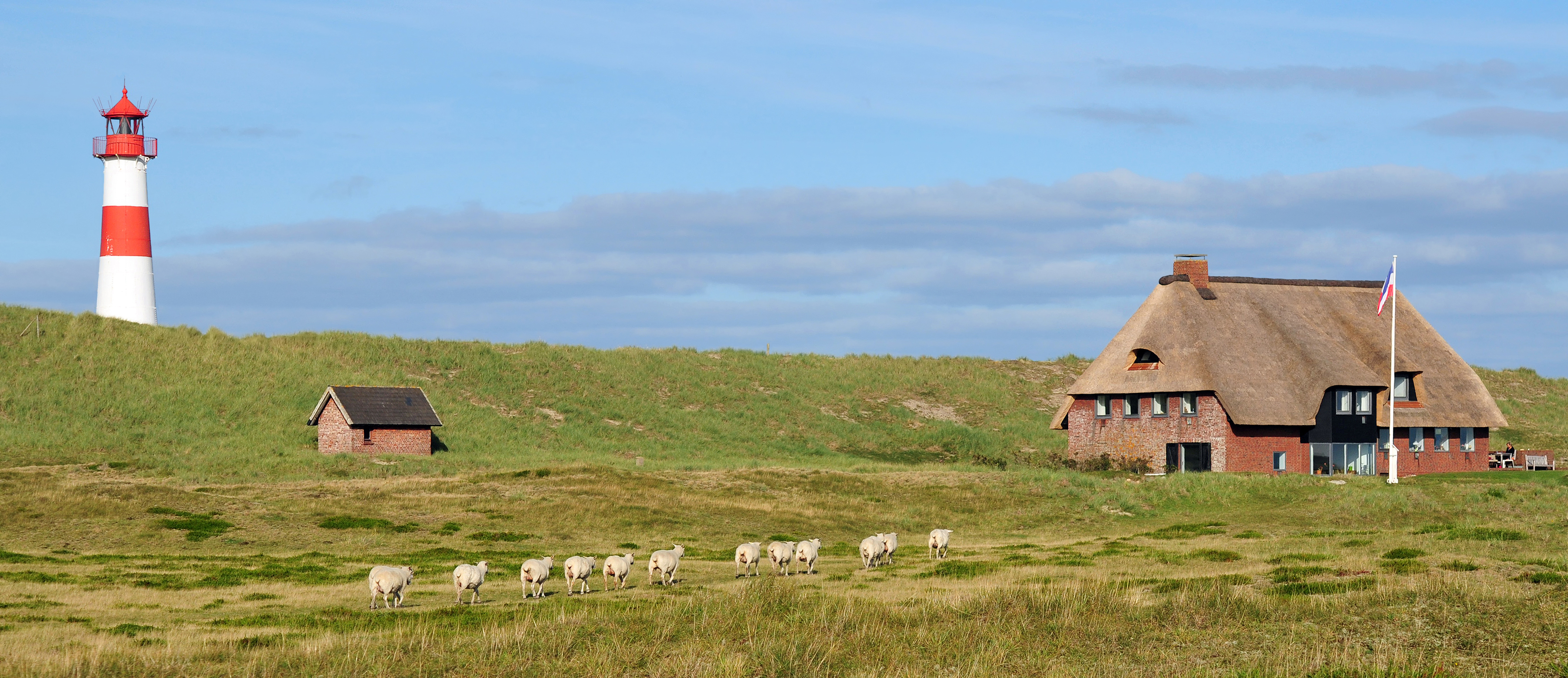
Leuchtturm List-Ost
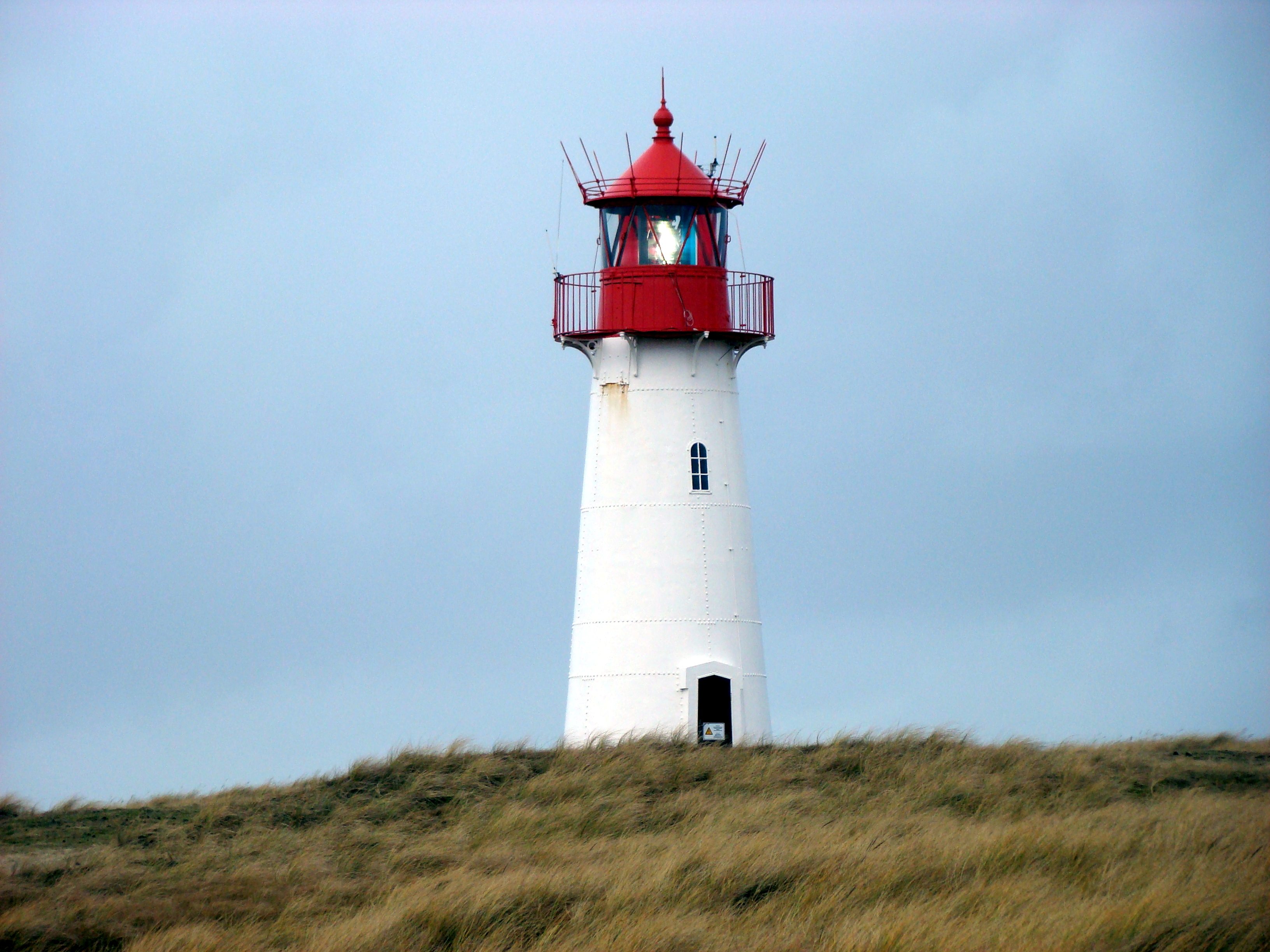
Leuchtturm List-West
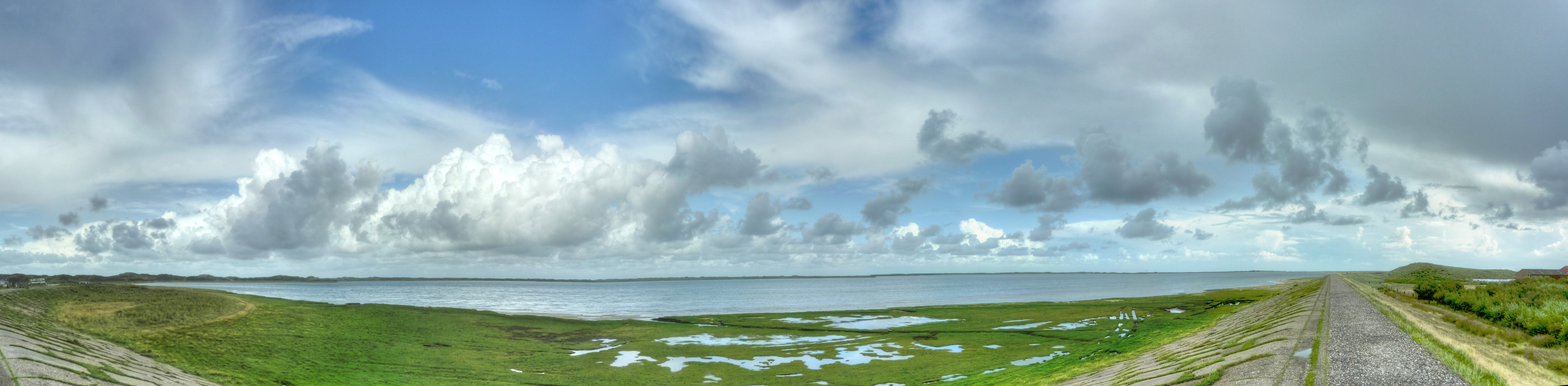
Königshafen (Sylt)
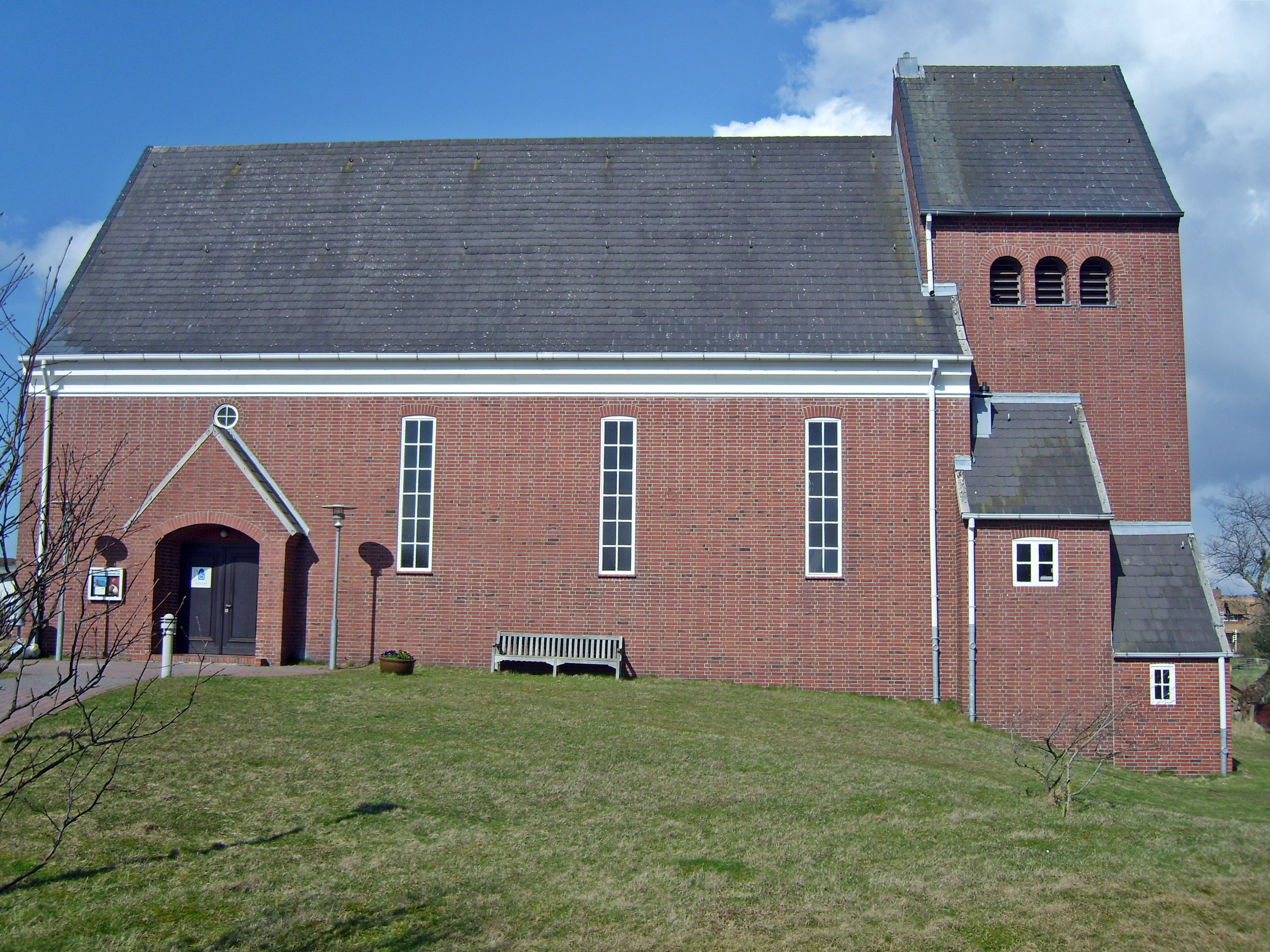
St. Jürgen
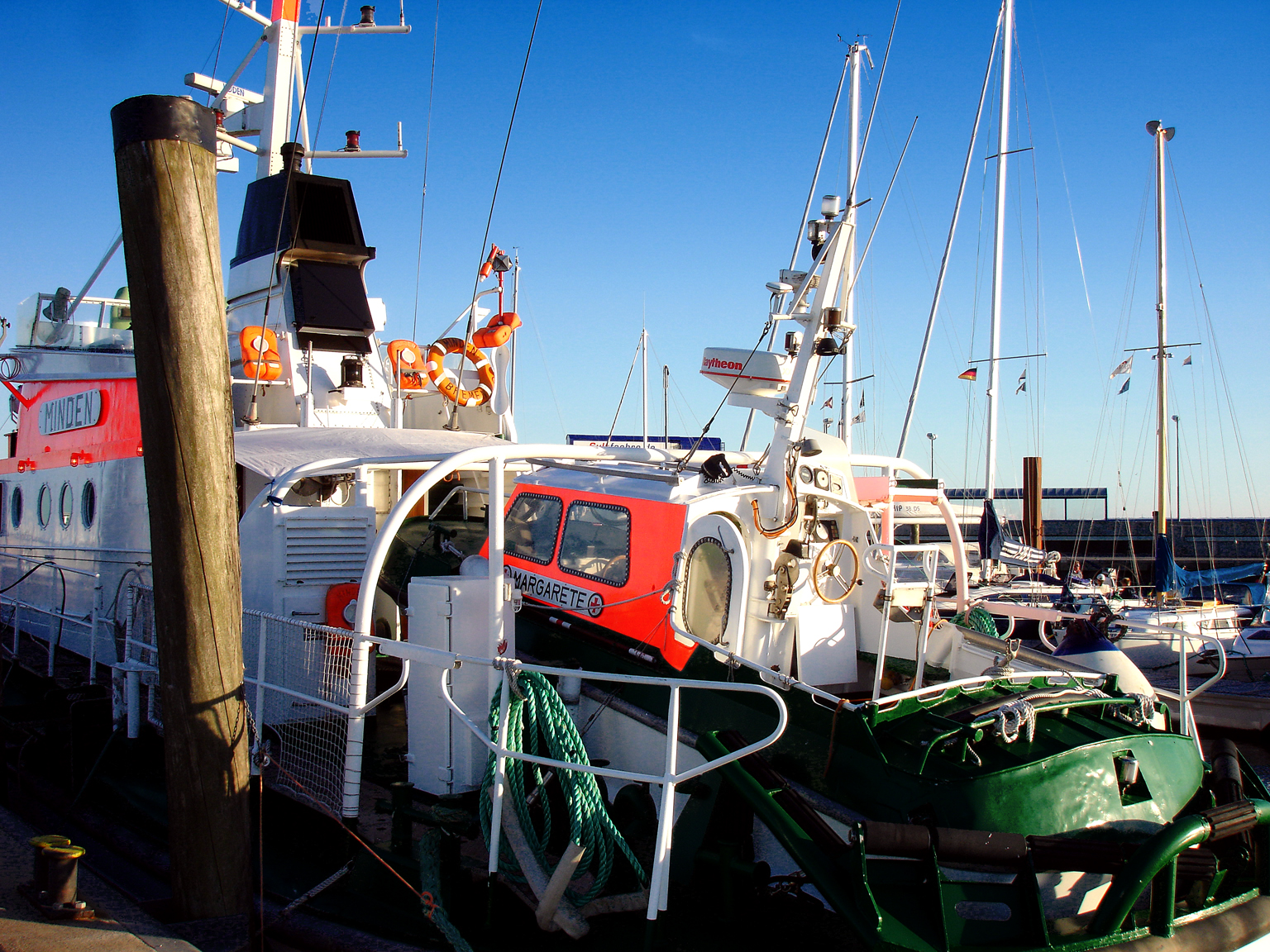
Hafen von List
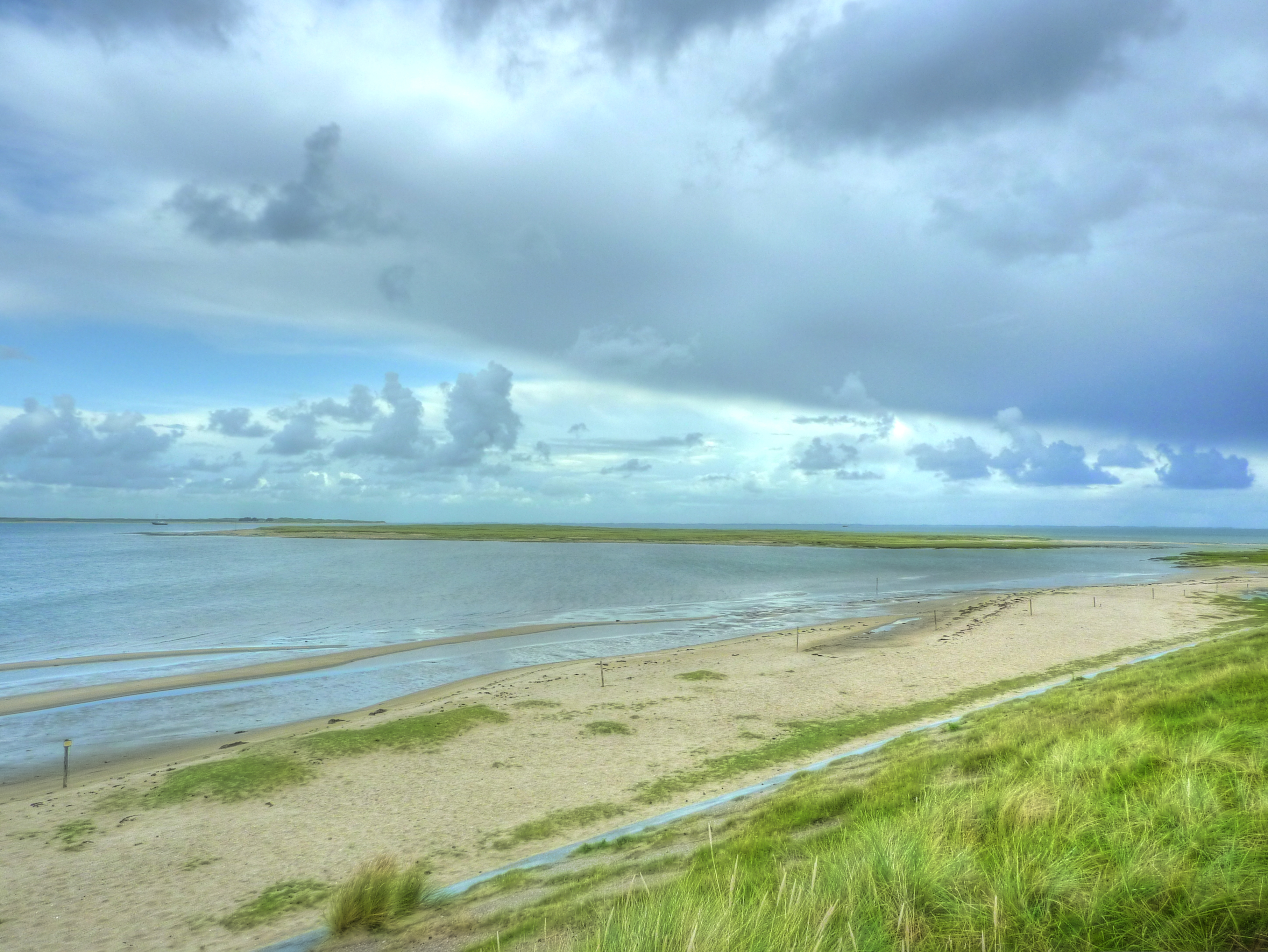
Uthörn, vom Südufer des Königshafens aus gesehen
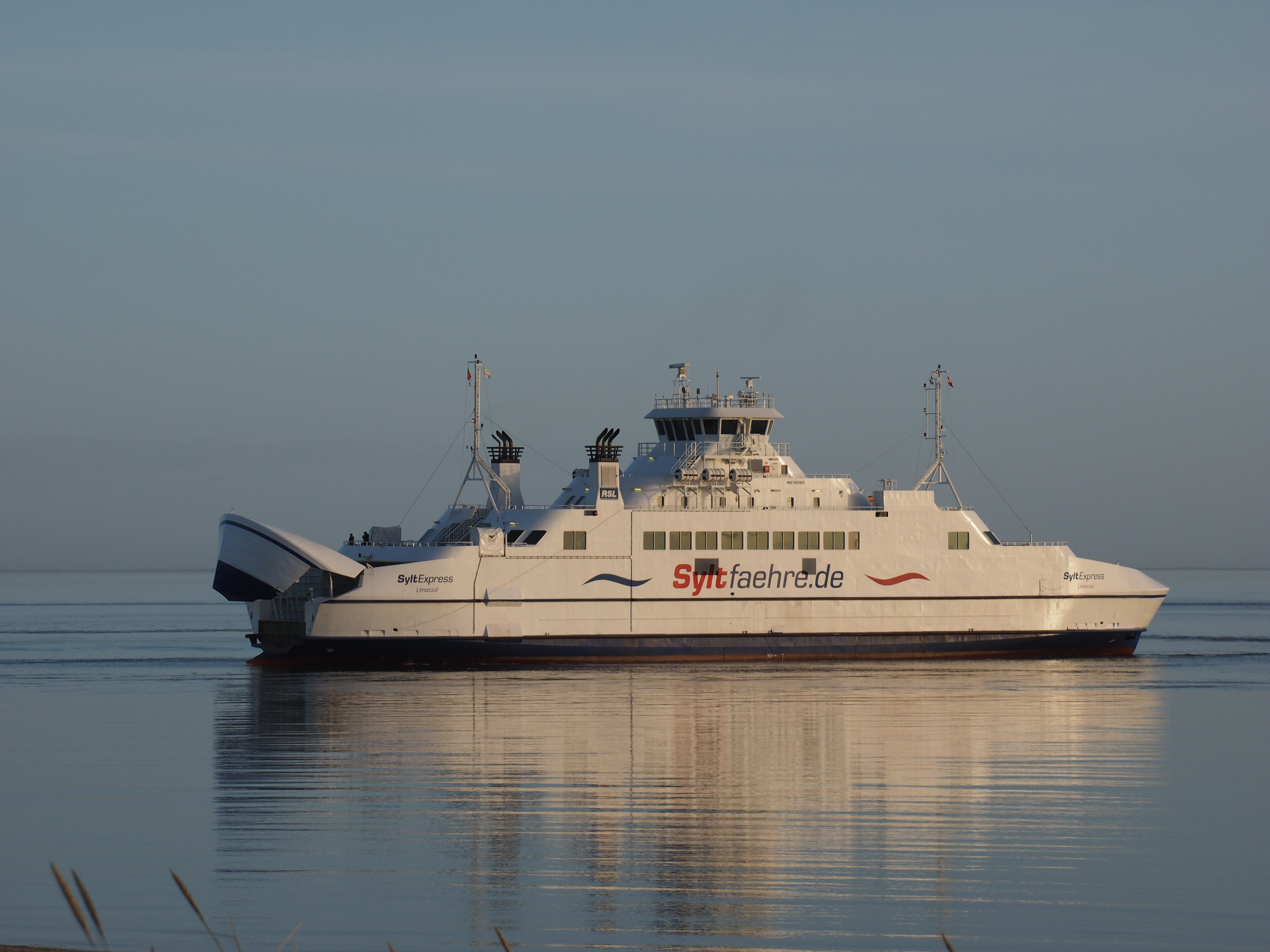
Fähre List (Sylt)-Rømø (DK)
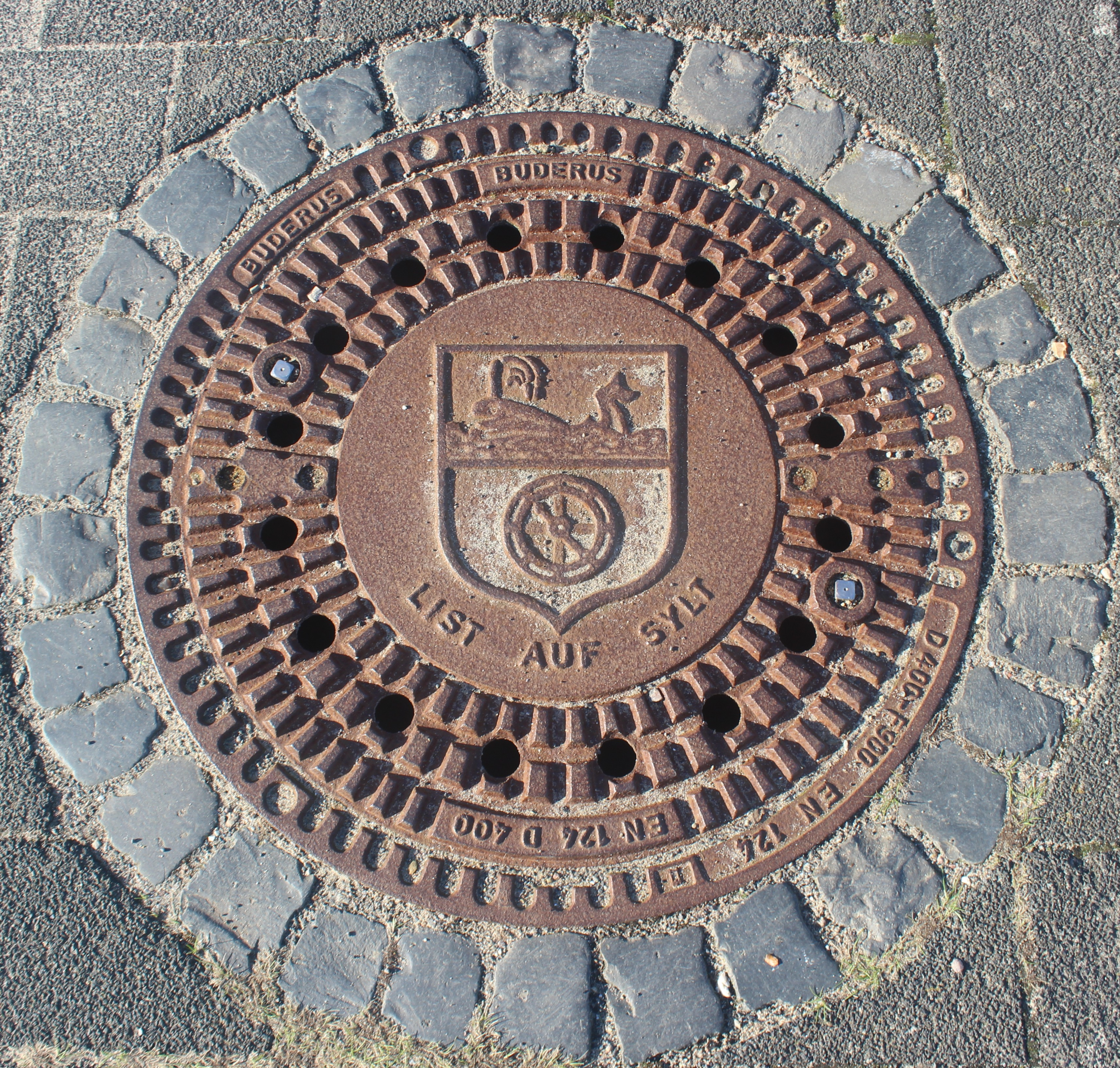
Kanaldeckel in List mit Gemeindewappen